# Quang Trung, Phủ Lý
Quang Trung là một phường thuộc thành phố Phủ Lý, tỉnh Hà Nam, Việt Nam.

## Địa lý
Phường Quang Trung có vị trí địa lý:
- Phía đông giáp các phường Châu Cầu và phường Lam Hạ
- Phía tây giáp xã Phù Vân
- Phía nam giáp phường Châu Cầu
- Phía bắc giáp xã Tân Hiệp.

Phường có diện tích 2,62 km², dân số năm 2000 là 6.266 người, mật độ dân số đạt 2.395 người/km².

## Lịch sử
Phường được thành lập vào năm 2000 trên cơ sở một phần diện tích xã Lam Hạ và các phường Lương Khánh Thiện, Minh Khai.